# Lijst van weg- en veldkruisen in Stein
Dit is een onvolledige lijst van weg- en veldkruisen in de gemeente Stein. Onder kruisen wordt verstaan: alle weg-, veld- en hagelkruisen ed. De kruisen op kerkhoven of op gevels en daken van gebouwen zijn buiten beschouwing gelaten.
Bij enkele kruisen staat het huisnummer aangegeven van de woning die erbij ligt.
| Adres                                        | Plaats           | Plaatsingsjaar | Soort kruis    | Extra informatie                             | Foto |
| -------------------------------------------- | ---------------- | -------------- | -------------- | -------------------------------------------- | ---- |
| Bergerstraat-Grachtstraat                    | Berg aan de Maas |                |                |                                              |      |
| Schoorweg (bij nr. 36)                       | Berg aan de Maas |                |                |                                              |      |
| Sint Michaëlsplein                           | Berg aan de Maas | 1989           | Processiekruis |                                              |      |
| Heirstraat-Stationsstraat                    | Elsloo           | 1982           |                | Op dezelfde plek stond eerder een Mariakapel |      |
| Steinderweg                                  | Elsloo           |                |                |                                              |      |
| Steinderweg-Mauritsweg                       | Elsloo           |                |                |                                              |      |
| Het Einde-Horsterweg                         | Elsloo-Catsop    | 2010           |                |                                              |      |
| Lindbergstraat-Schuthagerweg                 | Elsloo-Catsop    |                |                |                                              |      |
| Boudewijnhofstraat-Pastoor Max Leesensstraat | Meers            |                |                |                                              |      |
| Dijkweg                                      | Meers            | 1926           |                |                                              |      |
| Dijkweg                                      | Meers            |                |                |                                              |      |
| Grotestraat-Koevaart                         | Meers            |                |                |                                              |      |
| Lindendriesstraat-Pastoor Erckensstraat      | Meers            |                |                |                                              |      |
| Begijnenstraat-Vaarstraat                    | Stein            |                |                |                                              |      |
| Havenstraat (bij nr. 6)                      | Stein            | 1986           |                |                                              |      |
| Hoolstraat-Steenwegstraat-Brugstraat         | Stein            |                |                |                                              |      |
| Houterend                                    | Stein            | 1902           |                |                                              |      |
| Keerend-Kruisstraat                          | Stein            | 1988           |                |                                              |      |
| Molendijk (bij nr. 38)                       | Stein            |                |                |                                              |      |
| Scharbergweg                                 | Stein            |                |                | Geplaatst bij Kasteel Stein                  |      |
| Vaarstraat (bij nr. 12)                      | Stein            |                |                |                                              |      |
| Hoge Kanaalweg (bij nr. 30)                  | Urmond           |                |                |                                              |      |
| Molenweg Zuid-Louisegroeveweg                | Urmond           |                |                |                                              |      |